# 乔恩·奥索夫
托马斯·乔纳森·奥索夫（英語：Thomas Jonathan Ossoff，/ˈɒsɒf/ OSS-off，1987年2月16日—），美國民主黨籍政治人物、纪录片制作人和调查记者，現任喬治亞州聯邦参议员。
奥索夫出生于亞特蘭大，父親是美國人，母親是澳大利亞人，他是喬治亞州第六國會選區2017年特別選舉的民主黨提名人，該選區長期以來一直被認為是共和黨的大本營。事實證明，這場特別選舉競爭激烈。它引起了全國的關注，並成為美國歷史上最昂貴的眾議院選舉。奧索夫以微弱劣勢輸給喬治亞州前州務卿卡倫·亨德爾 (Karen Handel)。
2020 年，奥索夫贏得喬治亞州2020年美國參議院選舉的民主黨提名，對手是當時在任的共和黨參議員大衛·珀杜。在11月3日的大選中，兩位候選人均未達到50%的門檻，因此在2021年1月5日舉行的決賽選舉中，奥索夫勝出。奥索夫在2021年1月5日的2020年參議院特別選舉決賽中擊敗了現任共和黨人凯利·洛夫勒（Kelly Loeffler）。這兩場競選吸引了全國的重大關注和支出，因為它們決定了哪個政黨將在第117屆國會中控制參議院。拉斐尔·沃诺克和奥索夫的勝利幫助民主黨在參議院中達到五五分賬，由於副總統賀錦麗有權投出打破平局的一票，這使得民主黨成為實際大多數。他於2021年1月20日與喬·拜登的就職典禮同一天上任，最終成為喬治亞州的資深參議員。
奧索夫獲勝後，成為自1980年唐·尼克爾斯以來當選的最年輕參議員，同時也是喬治亞州首位猶太裔參議員、自1974年當選的佛羅里達州迪克·斯通（Dick Stone）以來首位來自深南地區的猶太裔參議員、首位出生于1980年代的參議員，以及首位千禧一代美國參議員。沃諾克和奧索夫是自2005年澤爾·米勒 (Zell Miller)以來第一位代表喬治亞州進入美國參議院的民主黨人。

## 早年生活和教育
奥索夫生于佐治亚州亚特兰大的一个犹太家庭，在一个没有建制的社区北湖（Northlake）长大。他高中就读于亚特兰大一所私立的帕伊德亚高中。在高中期间，他在民权领袖和美国众议员约翰·刘易斯下实习。 
2009年，奥索夫从乔治敦大学外交学院毕业，获得了理学学士学位。他选择了由美国前国务卿玛德琳·奥尔布赖特和以色列前驻美国大使迈克尔·奥伦（Michael Oren）所教授的课程。2013年，奥索夫获得了伦敦经济学院理学硕士学位。

## 新闻调查记者
自2013年以来，奥索夫一直担任Insight TWI（一家常驻伦敦的调查类电视节目制作公司）的常务董事兼首席执行官，该公司与记者经常合作制关于外国腐败情形的纪录片。该公司制作了BBC有关东非ISIS战争罪行和死刑队的节目。他还参与制作了关于塞拉利昂戏剧演出的纪录片。 

## 政治生涯

### 国会工作人员
奥索夫担任国家安全员工和美国众议员汉克·约翰逊（Hank Johnson）的助手长达五年。他曾持有绝密权限长达五个月。他于2012年离开了约翰逊的办公室，以获取伦敦经济学院的硕士学位。在为约翰逊工作之前，他曾在美国众议员和民权领袖约翰·刘易斯处担任实习生，刘易斯后来向约翰逊推荐了他。

### 2017年特别选举
在得知喬治亞州第六國會選區的湯姆·普萊斯被任命为美国卫生及公共服务部部长后，奥索夫宣布作为候选人参加2017年1月5日的特别选举， 奥索夫迅速成为了最有前途的民主党候选人。他得到国会议员汉克·约翰逊（Hank Johnson）和约翰·刘易斯 以及州众议院民主党领袖史黛西·艾布拉姆斯的支持。他还得到了美国参议员和民主党总统候选人伯尼桑德斯的公众支持。到当年4月初，奥索夫已筹集到了830万美元。
根据《亚特兰大宪法杂志》报道，奥索夫“将原本预计将是一场平静的，获得一个长期安全的共和党席位的竞选，变成了一场关于特朗普，医疗保健改革和郊区党派斗争的代理人战斗。”当他参加竞选时，库克党派投票指数将佐治亚州的第六届国会选区评为偏共和党14点。该地区不被认为具有竞争力，并且该区自1978年以来一直由共和党代表。在奥索夫宣布前不到两个月，普莱斯还以62%的得票率，以压倒性优势连任。
奥索夫在第6区长大，他的家人仍居住在那里，不过截至选举时，他仍住在该区边界外约2.4公里的地方。奥索夫解释说，他暂时住在邻近的第4区，以便他的同居女友（当时是埃默里大學的医科学生）可以步行上班。两人在竞选期间订婚。

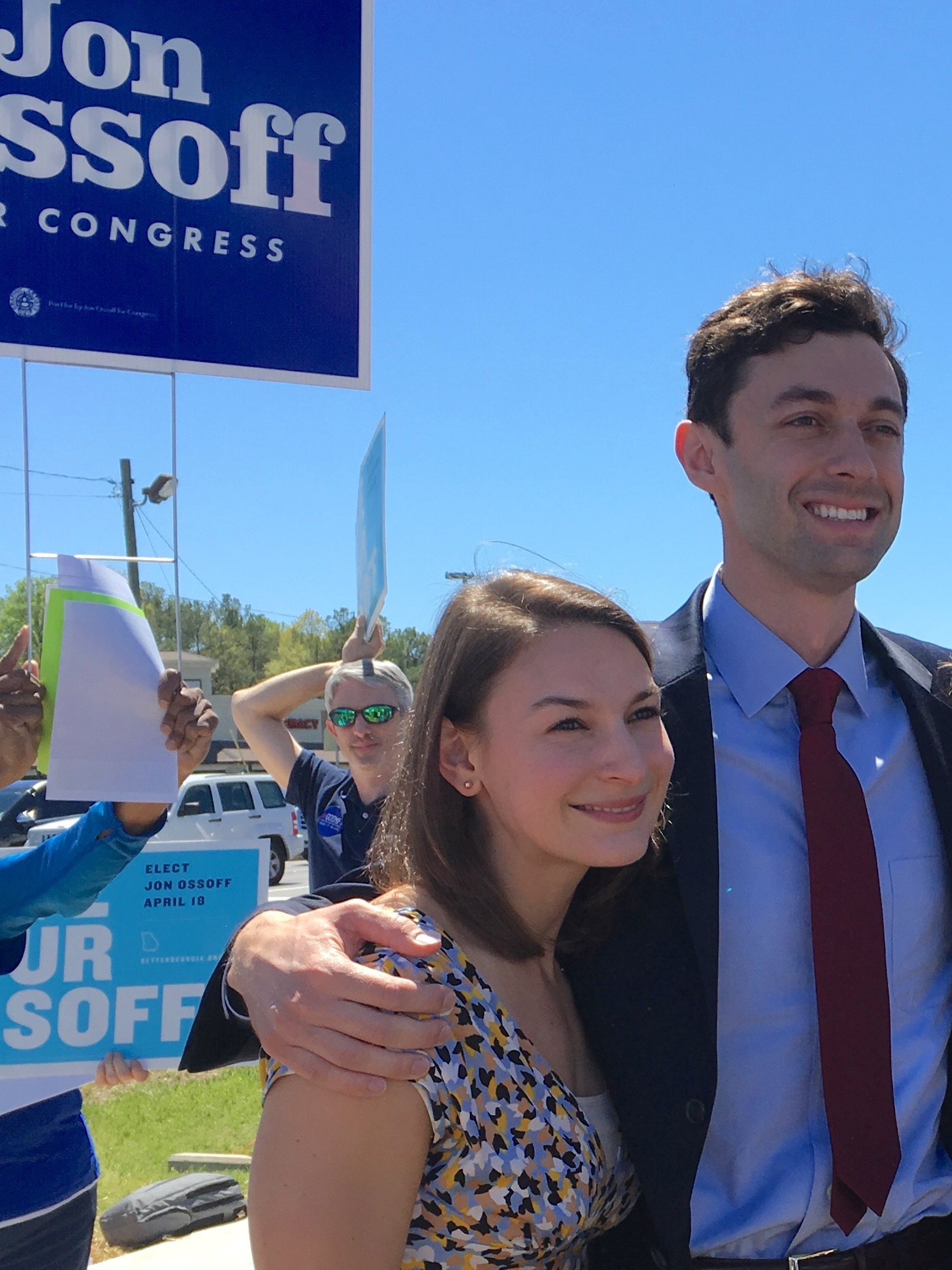
奥索夫与他的妻子艾丽莎·克雷默（Alisha Kramer）在国会竞选期间

2017年4月18日，在初选中没有候选人获得50%的选票。奥索夫以大约48.1％的选票领先，共和党候选人凯伦·汉德尔（Karen Handel）获得了19.8％，其余选票则分散给了其他16名候选人。 由于没有候选人获得绝对多数席位，因此排名前两位的投票者奥索夫和汉德尔参加了2017年6月20日举行的第二轮选举。奥索夫赢得了除1%的民主党选票之外的所有选票，而共和党的选票则更加分散。共和党人总共赢得了51.2%的总票数。
奥索夫打破了美国众议院候选人的全国筹款纪录。他的竞选活动总共筹集了超过2300万美元，其中三分之二来自全美的小额捐助者。他的对手汉德尔和共和党全国组织抨击他从佐治亚州以外筹集了可观的小额捐款，尽管汉德尔的竞选活动得到了超级政治行动委员会和其他外部团体的支持，包括一些匿名资助的钱。竞选活动和外部团体代表的支出加起来超过了5500万美元，这是美国历史上最昂贵的众议院选举。在竞选期间，共和党的战略重点是将他与民主党领袖南希·佩洛西联系起来，后者在共和党人中两极分化，不受欢迎。奥索夫拒绝透露如果当选他是否会支持佩洛西就任众议院议长。
在6月20日的二次选举中，奥索夫被汉德尔（Handel）击败，他的对手得到了51.78％，而他获得了48.22％。据《亚特兰大杂志》报道，“雖然他在總票數中的百分比從4月到現在都保持穩定，但奧索夫在這三個月中獲得了32,220張選票，增加了34%....奥索夫和他的盟友可能已经挖走了所有支持民主党人的选票...但这仍然不足以克服共和党的数字优势。”  《纽约时报》报道说，他“可能是至少十年来在年度选举中最强大的民主党人”，“为民主党带来了数量惊人的年轻和非白人选民”  ，并使第六区的青年投票率比2014年中期选举时增加了近一倍。但是，根据《亚特兰大宪法杂志》的报道，“在一个共和党人数远远超过民主党的地区，激增的民主党投票人数还是不足以克服共和党的人数。” 在报道选举结果后，弗兰克·布鲁尼（Frank Bruni）在《纽约时报》的专栏文章中将这次竞选描述为“挫伤了民主党人的士气”。这是自1992年该区成为目前的独立郊区选区以来，民主党人离赢得该区胜利最接近的一次。民主党挑战者在此之前仅两次赢得超过40%的选票。
奥索夫于2018年2月23日宣布，他不会在2018年的定期选举中寻求席位。该席位于2018年11月由民主党露西·麦克巴斯（Lucy McBath）赢得。

### 2020-21年美国参议院选举
奥索夫参加了民主党初选，试图阻止现任共和党参议员大卫·珀杜在2020年佐治亚州参议院选举中连任。 6月10日，由奥索夫赢得的选票达到50.5％，刚刚超过再次举行二次特殊选举的阈值。2020年7月，珀杜的竞选活动在Facebook上投放了一个广告，其中奥索夫的鼻子被数字化了以使其变大，奥索夫批评它为“最经典的反犹太比喻之一” 。珀杜的竞选活动说，珀杜本人没有检查图像，他的鼻子变宽和伸长是由供应商完成的。 珀杜的竞选活动后来取消了该广告。
在11月的大选中，两位候选人均未获得50％的选票，迫使在2021年1月5日举行额外的特殊选举。自2020年10月以来，奥索夫为竞选筹集了超过1亿美元，使他成为美国历史上资金最雄厚的参议院候选人。在奥索夫竞选的最后争论集中在两千美金经济刺激救助金，他和拉斐尔·沃诺克表示如果他们赢得了选举，民主党多数将在参议院批准该举措。

## 政治立场
根据《纽约客》杂志2017年的报道，奥索夫在妇女问题和医疗保健方面持有“进步主义立场”，而在就业和社会保障方面持有中立立场。 Vox网站的马修·伊格莱西亚斯（Matthew Yglesias）将他2017年的竞选活动称为“奥巴马风格的竞选活动”，使自己处于民主党的基层进步主义者与更保守的蓝狗民主党人之间的位置。根据《华盛顿邮报》的报道，2017年奥索夫的竞选活动没有选择将特别选举渲染成对特朗普所谓丑闻的全民公投，而是聚焦于“总统和国会共和党人所作的政策”。《亚特兰大宪法杂志》写道，“由于担心失去温和选民，他经常试图避免提到國有化”。同样，《纽约时报》观察称他2017年的竞选活动与全国民主党相比相距甚远。
2020年，《亚特兰大宪法杂志》写道，在过去的全州竞选中，与他的民主党前任相比，奥索夫更不带犹豫地拥抱自由主义政策思想。他曾犹豫直接批评特朗普，但他现在他不遗余力地寻求将他的对手戴维·珀杜与他的白宫盟友（指特朗普）联系到一起。” 

### 生育自由
奥索夫支持妇女流产权。

### 大麻合法化
奥索夫支持大麻合法化。

### 刑事司法
奥索夫反对对非暴力毒品犯罪判决监狱时间。他的网站称：“暴力犯罪，谋杀，强奸，人口贩运和腐败都还十分猖狂，而我们却花了数十亿美元来关押非暴力吸毒者。”
奥索夫反对停止资助警队，以及废除美国移民和海关执法部门。

### 应对COVID-19
奥索夫支持为受COVID-19大流行影响的企业和家庭增加经济救济，并认为政府应免费提供COVID-19的测试，治疗和疫苗。

### 环境保护

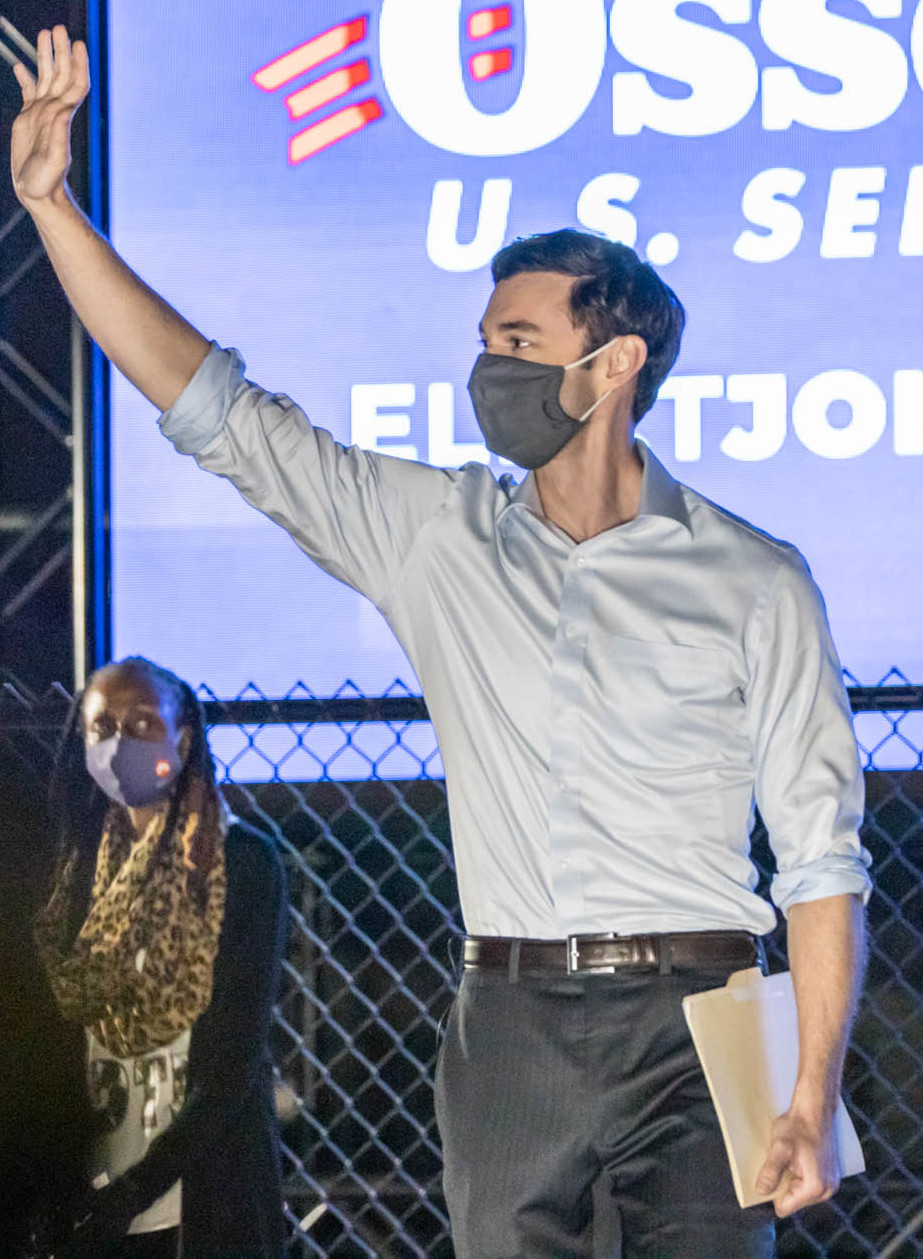
在2020年竞选集会后，奥索夫向支持者挥手致意

他支持关于气候变化的科学观点，并表示“气候变化是对我们安全与繁荣的威胁”。他支持美国参加《巴黎协定》。但他不赞成部分民主党成员所提出的的绿色新政。

### 政府改革
奥索夫呼吁废除“浪费性的，反竞争的特殊利益补贴，使企业家难以筹集资金，进入市场，创造就业机会，并难以与在华盛顿有说客的大公司竞争”。他说，政府投入了“一百六十亿资金到重复项目中。这（些资金）可以被削减。” PolitiFact网站评定奥索夫该言论“基本真实”。
奥索夫支持哥伦比亚特区和波多黎各成为美国一州。

### 医疗卫生
奥索夫支持《平价医疗法案》（也称为“奥巴马医改”）。他的医疗保健政策包括三项原则：“第一，任何美国人都不得因可预防或可治疗的疾病而遭受痛苦或死亡。第二，没有人会因生病而破产。第三，任何企业都不应因为不能支付醫療保險费而导致破产或不得不解雇雇员。” 他不支持推动采用单一付款人的医疗保健系统，例如美国全民医疗保险（Medicare for All）。他反对2017年3月版和2017年5月版的《美国卫生保健法》，这是众议院共和党的法案，该法案将废除了《平价医疗法案》。他说，2017年5月的版本比先前的法案更糟，“因为它对那些有既有身体状况的人的保护更少。”
奥索夫对《亚特兰大宪法杂志》说，他支持给医疗保健相关的小企业的税收抵免。

### 移民政策
奥索夫支持全面移民改革，既加强沿墨西哥边境的执法，又为一些无证移民提供获得美国公民身份的途径。

### 最低工资
奥索夫支持将联邦最低工資提高到每小时至少15美元。

### 特朗普政府
奥索夫对唐纳德·特朗普总统持严厉批评态度，他批评特朗普“对政府的分裂主义态度” 并说：“我非常尊重总统一职。但我并不钦佩总统本人。” 特朗普在4月19日初选的前一天发了一条推文，称奥索夫是“极左（Super Liberal）民主党人”，他想“保护罪犯，允许非法移民并提高税收”，奥索夫反驳了特朗普的主张，称他“受了误导”（Misinformed）。FactCheck.org调查称特朗普的主张是对奥索夫立场的歪曲，没有证据表明奥索夫曾经主张进行任何广泛的加税。尽管如此，奥索夫表示，他愿意与特朗普在他们所共同关心的议题上合作，例如基础设施支出方面。特朗普向俄罗斯披露机密信息后，奥索夫针对弹劾行动说：“我不认为我们到了（弹劾的）程度。” 他呼吁“对俄罗斯情报部门在美国大选中的干预程度进行全面，透明和独立的评估。国会的监督者以及任何独立顾问或委员会都应遵循事实，不管它们将调查带到哪里。” 

### 投票权
奥索夫支持通过《约翰·刘易斯投票权法》。

## 个人生活
奥索夫的母亲希瑟·芬顿（Heather Fenton）是澳大利亚移民，她与别人一起共同创立了新能量（NewPower）政治行動委員會，该组织致力于选举妇女担任佐治亚州地方职务。他的父亲理查德·奥索夫（Richard Ossoff）是俄罗斯裔犹太人和立陶宛裔犹太人，是斯特拉福德出版公司（Strafford Publications）的所有者。奥索夫从小依犹太人传统长大。
奥索夫的妻子是埃默里大学的婦科學住院医师爱丽舍·克拉玛（Alisha Kramer）。

## 选举历史

### 美国众议院
| 政党   | 政党               | 候选人                      | 票数    | %      | ±      |
| ------ | ------------------ | --------------------------- | ------- | ------ | ------ |
|        | 共和党             | 凯伦·汉德尔（Karen Handel） | 134,799 | 51.78% | −9.90% |
|        | 民主党             | 乔恩·奥索夫                 | 125,517 | 48.22% | +9.90% |
| 总票数 | 总票数             | 总票数                      | 260,316 | 100.0% |        |
| 多数票 | 多数票             | 多数票                      | 9,282   | 3.57%  | −19.8% |
| 投票率 | 投票率             | 投票率                      | 260,455 | 58.16% |        |
|        | 共和党维持原有席位 |                             |         |        |        |

### 美国参议院
| 政党   | 政党       | 候选人                        | 票数      | %      | ±      |
| ------ | ---------- | ----------------------------- | --------- | ------ | ------ |
|        | 共和党     | 大衛·珀杜 (在任)              | 2,462,617 | 49.73% | -3.16% |
|        | 民主党     | 乔恩·奥索夫                   | 2,374,519 | 47.95% | +2.74% |
|        | 自由意志黨 | 谢恩·哈泽尔（Shane T. Hazel） | 115,039   | 2.32%  | +0.42% |
|        | 海选票     | 海选票                        | 952       | 0.02%  | n/a    |
| 总票数 | 总票数     | 总票数                        | 4,953,127 | 100.0% |        |

| 政党   | 政党                           | 候选人      | 票数      | %      | ±      |
| ------ | ------------------------------ | ----------- | --------- | ------ | ------ |
|        | 民主党                         | 乔恩·奥索夫 | 2,269,923 | 50.61% | +5.40% |
|        | 共和黨                         | 大衛·珀杜   | 2,214,979 | 49.39% | -3.50% |
| 总票数 | 总票数                         | 总票数      | 4,474,388 | 100.0% |        |
|        | 民主党赢得了共和党所把持的席位 |             |           |        |        |

## 影视作品
| 年份    | 标题                            | 角色             | 备注                           |
| ------- | ------------------------------- | ---------------- | ------------------------------ |
| 2014年  | 非洲之战                        | 执行制片人兼作家 | 电视短剧/纪录片                |
| 2014年  | 与埃博拉一起生活                | 执行制片人兼作家 | 电视纪录片                     |
| 2014-15 | 人与力量                        | 执行制片人       | 2集                            |
| 2014-15 | 非洲调查                        | 执行制片人       | 9集                            |
| 2015年  | 正义！                          | 执行制片人       | 电视纪录片                     |
| 2016年  | 史黛西杜利（Stacey Dooley）调查 | 执行制片人       | 情节：“在一线：女孩，枪和ISIS” |
| 2017年  | 截止日期：白宫                  | 本人             | 集数：“ 1.26”                  |
| 2017年  | 新的一天                        | 本人             | 集数：“ 5.173”                 |